# Marienhof (Niederer Fläming)

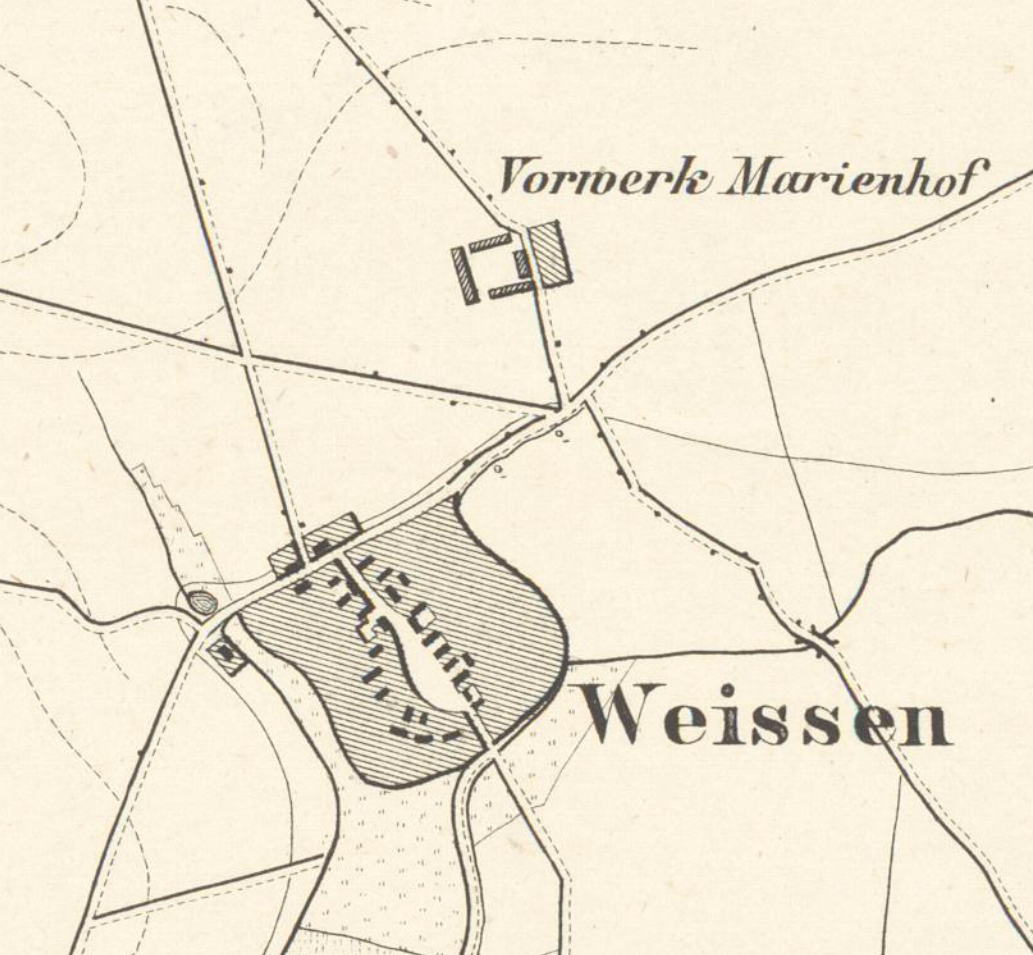
Das Vorwerk Marienhof bei Weißen auf dem Meßtischblatt 1:25.000, heutige Nummer und Bezeichnung: Nr.4145 Schönewalde

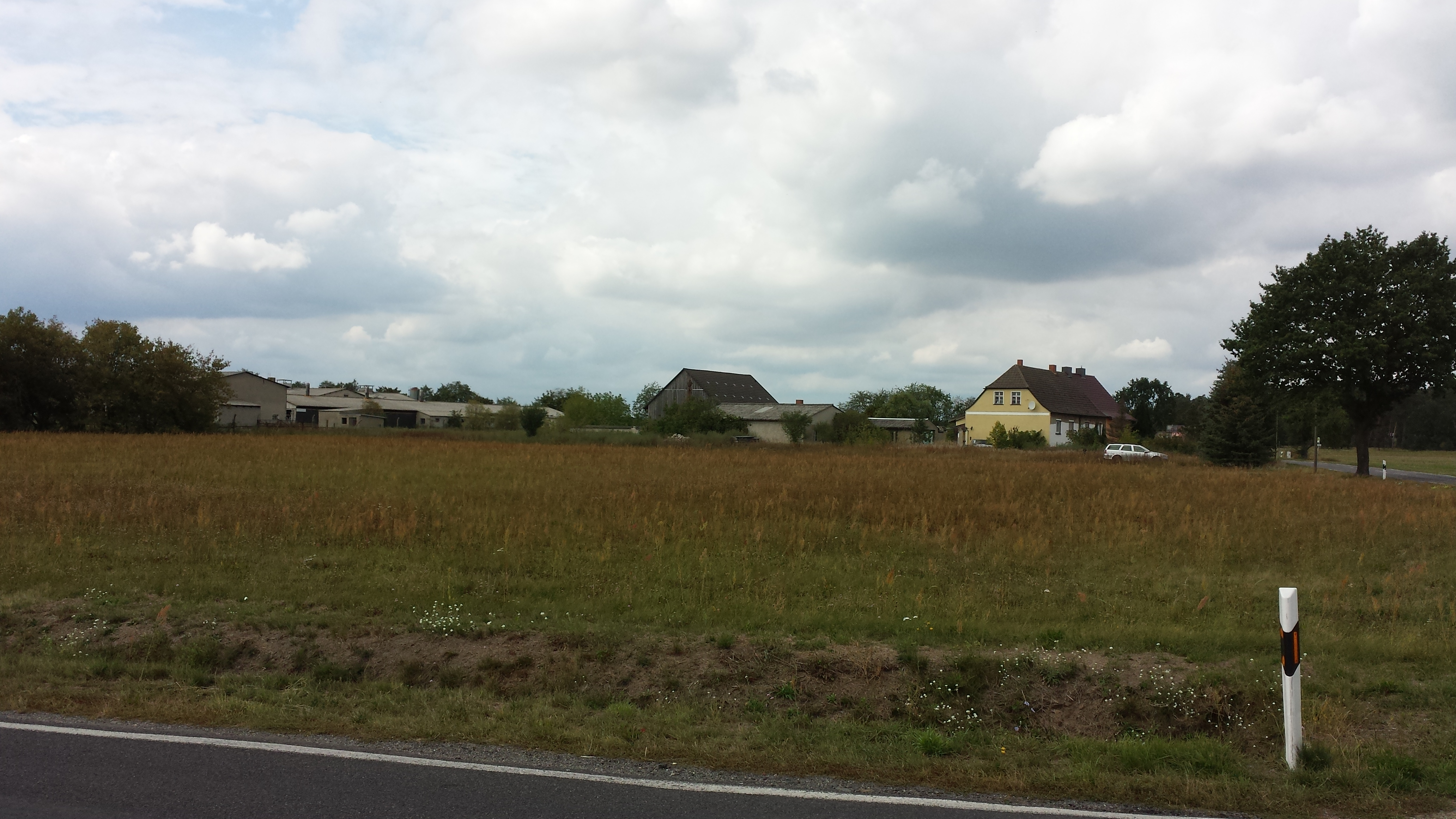
Ansicht der Bebauung aus nordöstlicher Richtung 2019

Marienhof war ein Vorwerk nordnordöstlich von Weißen, einem Ortsteil der Gemeinde Niederer Fläming im Landkreis Teltow-Fläming (Brandenburg). Das Vorwerk wurde 1835 offiziell benannt. Die Landesverwaltung des Landes Brandenburg führt ihn aber noch als gesonderten Wohnplatz des Ortsteils Weißen. Er ist jedoch quasi in der Bebauung von Weißen aufgegangen.

## Lage
Das Vorwerk Marienhof bzw. das heutige Gehöft Dorfstraße 31/32 liegt an der L 714, die beginnend an der Kreuzung östlich von Weißen weiter nach Kossin führt, etwa 350 m nordnordöstlich vom ursprünglichen Dorfkern entfernt. Das ehemalige Vorwerk liegt auf 82 m ü. NHN.

## Geschichte
1780 kaufte Freiherr Achim (Joachim) Erdmann von Arnim von Sophia Dorothea von Einsiedel, geschiedene von Grotthuß das Ländchen Bärwalde mit den Rittergütern Bärwalde, Wiepersdorf, Meinsdorf, Herbersdorf, Rinow, Weißen und Kossin für 98.000 Reichstaler. Das Geld dazu schoss ihm allerdings seine Schwiegermutter Caroline Marie Elisabeth von Labes, geb. von Daum vor. Er war mit Amalie Caroline geb. Labes verheiratet, die schon 1781 bei der Geburt ihres zweiten Kindes starb. Die beiden Söhne von Achim (Joachim) Erdmann von Arnim
und der Amalie Caroline geb. Labes, Carl Otto Ludwig (Pitt) und Carl Joachim Friedrich Ludwig, besser bekannt als der Dichter Achim von Arnim, wuchsen hauptsächlich bei ihrer Großmutter in Zernikow und in Berlin auf. Joachim Erdmann von Arnim starb 1804 und vererbte das Ländchen Bärwalde an seine beiden Söhne. 1810 starb auch die Großmutter  Caroline Marie Elisabeth von Labes und vererbte ihren Enkeln verschiedene Geldposten, die sie dem Vater zum Erwerb des Ländchens Bärwalde vorgestreckt hatte. 1814 zog Achim von Arnim mit seiner Frau Bettina nach Wiepersdorf. 1831 starb Achim von Arnim. Mitbesitzer zu diesem Zeitpunkt war immer noch Carl Otto Ludwig von Arnim, der Bruder von Achim, der 1861 ohne eheliche Nachkommen starb. Noch unter der Ägide des  Carl Otto Ludwig von Arnim wurde das Vorwerk Marienhof angelegt.
1835 wurde dem Vorwerke des von Arnim zwischen Weißen und Meinsdorf der Name Marienhof gegeben. 1857 gehörte dem Freiherrn von Arnim auf Wiepersdorf die Orte Bärwalde, Herbersdorf, Marienhof und Wiepersdorf. Marienhof wurde als Vorwerk mit einer Feuerstelle beschrieben. Auf dem Gut wohnte die Verwalterfamilie, deren Name bisher nicht bekannt ist.
Erbe der Herrschaft Bärwalde war der Sohn Johannes Freimund (1812–1863), der zum Zeitpunkt des Todes seines Vaters Achim 1831 aber noch minderjährig war. Wann er die Verwaltung tatsächlich übernommen hat, ist nicht bekannt. Er war mit Anna Gertrud Christiane von Baumbach verheiratet (Heirat: 1847). Das Paar hatte nur einen Sohn, den Kunstmaler Freimund Achim Ernst Conrad Maria von Arnim, der unverheiratet blieb. 1858 wurde das Vorwerk Marienhof als Wohnhaus mit drei Wirtschaftsgebäuden beschrieben.
Nach Adolf Frantz hatte das Vorwerk Marienhof 1863 eine Größe von 433 Morgen, davon 288 Morgen Acker und 57 Morgen Wiese. Das General-Adressbuch der Ritterguts- und Gutsbesitzer im Deutschen Reiche von 1879 gibt die Größe nun in Hektaren an: 225,46 ha Gesamtgröße, davon 175,15 ha Acker, 31,02 ha Wiesen und 19,48 ha Wald.
1883 erbten die Brüder Erwin (1862–1928), Ottmar (1864–1929) und Annois (1865–1942), die Söhne des Anton Friedmund Nepomuk (1815–1883) den Allodialbesitz ihres Vaters und 1891 auch den Besitz ihres Vetters Freimund Achim Ernst Conrad Maria, der unverheiratet und ohne Leibeserben starb.
Das Handbuch des Grundbesitzes im Deutschen Reiche von 1885 ist gegenüber dem General-Adressbuch etwas weniger genau. Nach den dortigen Angaben maß das Gut Marienhof 226 ha, davon 176 ha Äcker, 31 ha Wiesen und 19 ha Wald. Der Grundsteuerreinertrag ist mit 1495 Mark angegeben. Als Verwalter ist ein Baumbach angegeben. Es handelt sich dabei um den Schwiegervater des Johannes Freimund von Arnim. Das  Handbuch des Grundbesitzes im Deutschen Reiche von 1896 nennt die drei Brüder Erwin, Ottmar und Annois als gemeinsame Besitzer.
Der Besitz blieb zunächst ungeteilt, erst um 1900 scheint eine Teilung stattgefunden zu haben. Das Ländchen Bärwalde ging in den Besitz von Erwin von Arnim auf Zernikow über, der seinen Bruder Annois von Arnim zum Verwalter bestellte. Nach der Chronik der Familie (Arnim) im neunzehnten und zwanzigsten Jahrhundert blieb Annois von Arnim Verwalter von Wiepersdorf über 32 Jahre.
1929 ist dann Friedmund von Arnim zu Zernikow als Besitzer des Fideikommisses Bärwalde verzeichnet. Für die Rittergüter Bärwalde und Weißen nennt Niekammer einen Harald Niederberger als Administrator. Das Gut hatte damals eine Größe von 227,7 ha, davon 98,7 ha Äcker und Gärten, 4 ha Wiesen, 28 ha Weiden, 95 ha Wald und 2 ha Unland (Wege, Hof etc.). Auf dem Hofgut standen 25 Stück Rindvieh, davon drei Kühe und 350 Schafe.
| Jahr      | 1835 | 1858 | 1871  | 1885 | 1895 | 1905 | 1925 |
| Einwohner | 6    | 14   | 56(?) | 8    | 14   | 14   | 7    |

In der Bodenreform von 1946/48 wurde das Gut mit 242,5 ha enteignet und verteilt. Acht landlose Bauern und Landarbeiter erhielten 78 ha, 12 landarme Bauern erhielten 54 ha, sechs Umsiedler erhielten 56 ha. Ein halber Hektar ging an einen nichtlandwirtschaftlichen Arbeiter und Angestellten, 9 ha Wald wurden an vier Altbauern verteilt und 45 ha erhielt die Gemeinde Weißen.

## Kommunale Zugehörigkeit
Das Vorwerk bildete einen eigenen Gutsbezirk. Mit der Bildung der Amtsbezirke 1874 wurde Marienhof und Weißen dem Amtsbezirk 7 Bärwalde zugewiesen. Amtsvorsteher war Administrator Baumbach auf Wiepersdorf, sein Stellvertreter Rittergutsbesitzer Hauptmann a. D. von Heineken auf Bollensdorf. 1928 wurde der Gutsbezirk Weißen und Marienhof mit dem Gemeindebezirk Weißen zur Gemeinde Weißen vereinigt. Weißen gehörte ab 1817 zum neugebildeten Kreis Jüterbog-Luckenwalde. 1946 bis 1952 trug dieser Kreis den Namen Kreis Luckenwalde. Nach der Kreisreform von 1952 gehörte Weißen und Marienhof zum Kreis Jüterbog im Bezirk Potsdam. 1931, 1950 und 1957 war Marienhof Wohnplatz von Weißen.
Nach der Wende wurde dieser Kreis 1990 noch in Landkreis Jüterbog umbenannt und schließlich 1993 mit den Kreisen Zossen und Luckenwalde zum Landkreis Teltow-Fläming vereinigt. 1962 wurde Weißen nach Meinsdorf eingemeindet und war danach ein Ortsteil. Ab 1992 wurde Meinsdorf vom Amt Niederer Fläming verwaltet, das letztlich 2003 in der Gemeinde Niederer Fläming aufging. Weißen wurde Ortsteil in der neuen Gemeinde mit einem direkt gewählten Ortsvorsteher. Die Gemeinde Niederer Fläming schloss sich zum 1. Januar 2018 dem Amt Dahme/Mark an.
Das Dienstleistungsportal der Landesverwaltung führt Marienhof noch als separaten Wohnplatz neben dem Kernort Weißen auf. Obwohl Marienhof inzwischen quasi in der Bebauung von Weißen aufgegangen ist, kann man die räumliche Trennung als ehemals separaten Wohnplatz durch dazwischen freiliegende Grundstücke noch gut nachvollziehen. Der Wohnplatz ist aktuell überwiegend von der ungenutzten und zum Teil maroden landwirtschaftlichen Bebauung aus „DDR-Zeiten“ geprägt. Daneben befinden sich einige Wohnhäuser.